# Piagge
Piagge är en ort och frazione i kommunen Terre Roveresche  i provinsen Pesaro e Urbino i regionen Marche i Italien.
Piagge var en tidigare kommen som den 1 januari 2017 tillsammans med kommunerna Barchi, Orciano di Pesaro och San Giorgio di Pesaro bildade den nya kommunen Terre Roveresche. Den tidigare kommunen hade 1 013 invånare (2016).